# Divine Infekt
Divine Infekt – pierwszy studyjny album amerykańskiego zespołu aggrotechowego Psyclon Nine wydany w 2002 roku za pośrednictwem wytwórni NoiTekk.

## Lista utworów
1. "Divine Infekt" – 4:01
2. "Tyranny" - 4:35
3. "Clinik" - 4:01
4. "Slaughter" - 3:41
5. "Resurrekt" - 4:31
6. "Payback" - 2:59
7. "Genocide" - 3:50
8. "Rusted" - 3:39
9. "So Be It" - 4:40
10. "As You Sleep" - 3:46
11. "Divine Infekt (Tactical Sekt remix)" – 5:13